# Albert Keßler
Albert Keßler (3. Januar 1819 in Berlin – 6. Mai 1890 ebenda) war ein deutscher Theaterschauspieler, -regisseur und -intendant.

## Leben
Keßler war von 1842 bis 1857 in Stettin, Mannheim, Detmold und Halle als Charakterdarsteller engagiert, von 1857 bis 1862 in Flensburg und von 1862 bis 1883 in Chemnitz, Hannover, Elberfeld und am Deutschen Theater in New York, teils als Darsteller, teils als Oberregisseur und Direktor tätig.
Seine Tochter war die Schauspielerin Marie Kahle-Kessler, sein Schwiegersohn der Schauspieler Richard Kahle.
Albert Keßler starb 1890 im Alter von 71 Jahren in Berlin und wurde auf dem Luisenstädtischen Friedhof beigesetzt. Das Grab ist nicht erhalten.